# Johan och Pellevin
Johan och Pellevin (franska: Johan et Pirlouit), egentligen Johan och Pellevins äventyr, är en belgisk tecknad serie i medeltidsmiljö, skapad av Peyo 1947.

## Historik och publicering

### Belgien
Ursprungligen kallades serien enbart för Johan och handlade om en ung väpnare i slottsmiljö. Under de första åren producerade Peyo serien för dagstidningen La Dernière Heure, innan han gick över till Le Soir, för att 1952 slutligen flytta över den till serietidningen Spirou.
1954 introducerades figuren Pellevin och populariteten sköt i höjden, och 1958 skapades smurfarna som bifigurer i serien. Redan det påföljande året fick smurfarna en egen serie, som snart växte förbi moderserien i popularitet. 1970 publicerade Spirou Peyos sista serie med Johan och Pellevin.
Från och med 1954 började avsnitten från Spirou publiceras i albumutgåvor – totalt 13 stycken.
1994 återupptogs serien, denna gång med manus av bland annat Peyos son Thierry Culliford och teckningar av Alain Maury. Serien publicerades nu direkt i albumformat, utan att först publicerats i serietidningar.

### Sverige
Den svenska albumutgivningen påbörjades av Coeckelberghs 1973. När förlaget 1976 köptes upp av Carlsen/if (sedermera Carlsen Comics) fortsatte den löpande numreringen, och Carlsen gav så småningom även ut de äldsta albumen i nyupplagor, i samma översättning som Coeckelberghs hade använt. Totalt har 17 album i serien givits ut på svenska. 
Den svenska albumutgivningen följer inte den kronologiska ordning i vilken serierna skapades.

## Albumutgivning
Denna lista följer den belgiska originalpubliceringen.

### Peyo
| Nr | Svensk titel                | Nr (sv) | Originaltitel                | Produktionsår |
| -- | --------------------------- | ------- | ---------------------------- | ------------- |
| 1  | Förrädaren                  | 13      | Le châtiment de Basenhau     | 1954          |
| 2  | Arvsfejden                  | 12      | Le maître de Roucybœuf       | 1954          |
| 3  | Vilden i Klippiga Skogen    | 1       | Le lutin des bois des roches | 1955          |
| 4  | Månstenen                   | 11      | La pierre de lune            | 1956          |
| 5  | Vikingarnas ed              | 9       | Le serment des vikings       | 1957          |
| 6  | Gudarnas källa              | 10      | La source des dieux          | 1958          |
| 7  | Den svarta pilen            | 3       | La flèche noire              | 1959          |
| 8  | Fången på Montresor         | 2       | Le sire de Montrésor         | 1960          |
| 9  | Den förtrollade flöjten     | 4       | La flûte à 6 Schtroumpfs     | 1960          |
| 10 | Slottet vid de sju källorna | 6       | La guerre des sept fontaines | 1961          |
| 11 | Hertigens ring              | 8       | L'anneau des Castellac       | 1962          |
| 12 | Det glömda landet           | 7       | Le pays maudit               | 1964          |
| 13 | Den förtrollade hunden      | 5       | Le sortilège de Maltrochu    | 1970          |

Den förtrollade flöjten var det äventyr där smurferna dyker upp för första gången.

### Maury
Samtliga album med teckningar av Alain Maury
| Nr | Svensk titel        | Nr (sv) | Originaltitel                | Produktionsår | Manus                                  | Svenskt utgivningsdatum |
| -- | ------------------- | ------- | ---------------------------- | ------------- | -------------------------------------- | ----------------------- |
| 14 | Korpens brödraskap  | 14      | La horde du corbeau          | 1994          | Thierry Culliford & Yvan Delporte      | 2022-08-04              |
| 15 | Gyckel & förräderi  | 15      | Les troubadours de Roc-à-Pic | 1995          | Thierry Culliford & Yvan Delporte      | 2022-08-04              |
| 16 | Trollkarlarnas natt | 16      | La nuit des sorciers         | 1998          | Thierry Culliford & Yvan Delporte      | 2022-08-14              |
| 17 | Öknens ros          | 17      | La Rose des sables           | 2001          | Thierry Culliford & Luc Parthoporteens | 2022-08-14              |